# Andor Lilienthal
'Andor Lilienthal (in russo Андрэ́ Арно́льдович Лилиента́ль?, Andrė Arnol'dovič Liliental; Mosca, 5 maggio 1911 – Budapest, 8 maggio 2010) è stato uno scacchista sovietico di origine ungherese.
Alla sua morte era il più longevo Grande maestro vivente, sebbene si fosse ritirato dalle competizioni nel 1965. È stato ospite nel 2006 delle Olimpiadi di Torino.
Nella sua carriera ha giocato in torneo contro ben sette campioni del mondo, battendo Lasker, Capablanca, Alechin, Euwe, Botvinnik (2 volte) e Smyslov (3 volte).
Nacque a Mosca da genitori di origine ebraica, i quali si trasferirono in Ungheria quando aveva due anni.
Vinse i tornei di Újpest e di Barcellona nel 1934. Giocò per l'Ungheria in tre Olimpiadi degli scacchi: nelle Olimpiadi di Folkestone 1933 come riserva, nelle Olimpiadi di Varsavia 1935 in seconda scacchiera e nelle Olimpiadi di Stoccolma 1937 in prima scacchiera, vincendo la medaglia d'oro individuale nelle sue prime due partecipazioni.
Trasferitosi in Unione Sovietica nel 1935, ne prese la cittadinanza nel 1939. Partecipò otto volte al campionato sovietico, vincendolo nel 1940 a pari merito con Igor' Bondarevskij. Si qualificò anche per il torneo dei candidati del 1948.
Tra il 1951 e il 1960 fu l'allenatore di Tigran Petrosyan; amico di Vasilij Smyslov, fu suo secondo durante i suoi incontri per il titolo di campione del mondo contro Botvinnik.
Dopo essersi ritirato dall'attività nel 1965, ritornò in Ungheria nel 1976.
Muore l'8 maggio 2010 all'età di 99 anni.

## Una famosa partita di Andor Lilienthal
|   | a | b | c | d | e | f | g | h |   |
| 8 | c8 torre del nero · e8 re del nero · h8 torre del nero · c7 pedone del nero · d7 cavallo del nero · f7 pedone del nero · g7 pedone del nero · b6 pedone del nero · f6 cavallo del nero · h6 pedone del nero · a5 pedone del nero · e5 pedone del bianco · f5 pedone del bianco · e4 donna del nero · h4 alfiere del bianco · a3 pedone del bianco · c3 pedone del bianco · c2 donna del bianco · e2 cavallo del bianco · g2 pedone del bianco · h2 pedone del bianco · a1 torre del bianco · f1 torre del bianco · g1 re del bianco | c8 torre del nero · e8 re del nero · h8 torre del nero · c7 pedone del nero · d7 cavallo del nero · f7 pedone del nero · g7 pedone del nero · b6 pedone del nero · f6 cavallo del nero · h6 pedone del nero · a5 pedone del nero · e5 pedone del bianco · f5 pedone del bianco · e4 donna del nero · h4 alfiere del bianco · a3 pedone del bianco · c3 pedone del bianco · c2 donna del bianco · e2 cavallo del bianco · g2 pedone del bianco · h2 pedone del bianco · a1 torre del bianco · f1 torre del bianco · g1 re del bianco | c8 torre del nero · e8 re del nero · h8 torre del nero · c7 pedone del nero · d7 cavallo del nero · f7 pedone del nero · g7 pedone del nero · b6 pedone del nero · f6 cavallo del nero · h6 pedone del nero · a5 pedone del nero · e5 pedone del bianco · f5 pedone del bianco · e4 donna del nero · h4 alfiere del bianco · a3 pedone del bianco · c3 pedone del bianco · c2 donna del bianco · e2 cavallo del bianco · g2 pedone del bianco · h2 pedone del bianco · a1 torre del bianco · f1 torre del bianco · g1 re del bianco | c8 torre del nero · e8 re del nero · h8 torre del nero · c7 pedone del nero · d7 cavallo del nero · f7 pedone del nero · g7 pedone del nero · b6 pedone del nero · f6 cavallo del nero · h6 pedone del nero · a5 pedone del nero · e5 pedone del bianco · f5 pedone del bianco · e4 donna del nero · h4 alfiere del bianco · a3 pedone del bianco · c3 pedone del bianco · c2 donna del bianco · e2 cavallo del bianco · g2 pedone del bianco · h2 pedone del bianco · a1 torre del bianco · f1 torre del bianco · g1 re del bianco | c8 torre del nero · e8 re del nero · h8 torre del nero · c7 pedone del nero · d7 cavallo del nero · f7 pedone del nero · g7 pedone del nero · b6 pedone del nero · f6 cavallo del nero · h6 pedone del nero · a5 pedone del nero · e5 pedone del bianco · f5 pedone del bianco · e4 donna del nero · h4 alfiere del bianco · a3 pedone del bianco · c3 pedone del bianco · c2 donna del bianco · e2 cavallo del bianco · g2 pedone del bianco · h2 pedone del bianco · a1 torre del bianco · f1 torre del bianco · g1 re del bianco | c8 torre del nero · e8 re del nero · h8 torre del nero · c7 pedone del nero · d7 cavallo del nero · f7 pedone del nero · g7 pedone del nero · b6 pedone del nero · f6 cavallo del nero · h6 pedone del nero · a5 pedone del nero · e5 pedone del bianco · f5 pedone del bianco · e4 donna del nero · h4 alfiere del bianco · a3 pedone del bianco · c3 pedone del bianco · c2 donna del bianco · e2 cavallo del bianco · g2 pedone del bianco · h2 pedone del bianco · a1 torre del bianco · f1 torre del bianco · g1 re del bianco | c8 torre del nero · e8 re del nero · h8 torre del nero · c7 pedone del nero · d7 cavallo del nero · f7 pedone del nero · g7 pedone del nero · b6 pedone del nero · f6 cavallo del nero · h6 pedone del nero · a5 pedone del nero · e5 pedone del bianco · f5 pedone del bianco · e4 donna del nero · h4 alfiere del bianco · a3 pedone del bianco · c3 pedone del bianco · c2 donna del bianco · e2 cavallo del bianco · g2 pedone del bianco · h2 pedone del bianco · a1 torre del bianco · f1 torre del bianco · g1 re del bianco | c8 torre del nero · e8 re del nero · h8 torre del nero · c7 pedone del nero · d7 cavallo del nero · f7 pedone del nero · g7 pedone del nero · b6 pedone del nero · f6 cavallo del nero · h6 pedone del nero · a5 pedone del nero · e5 pedone del bianco · f5 pedone del bianco · e4 donna del nero · h4 alfiere del bianco · a3 pedone del bianco · c3 pedone del bianco · c2 donna del bianco · e2 cavallo del bianco · g2 pedone del bianco · h2 pedone del bianco · a1 torre del bianco · f1 torre del bianco · g1 re del bianco | 8 |
| 7 | c8 torre del nero · e8 re del nero · h8 torre del nero · c7 pedone del nero · d7 cavallo del nero · f7 pedone del nero · g7 pedone del nero · b6 pedone del nero · f6 cavallo del nero · h6 pedone del nero · a5 pedone del nero · e5 pedone del bianco · f5 pedone del bianco · e4 donna del nero · h4 alfiere del bianco · a3 pedone del bianco · c3 pedone del bianco · c2 donna del bianco · e2 cavallo del bianco · g2 pedone del bianco · h2 pedone del bianco · a1 torre del bianco · f1 torre del bianco · g1 re del bianco | c8 torre del nero · e8 re del nero · h8 torre del nero · c7 pedone del nero · d7 cavallo del nero · f7 pedone del nero · g7 pedone del nero · b6 pedone del nero · f6 cavallo del nero · h6 pedone del nero · a5 pedone del nero · e5 pedone del bianco · f5 pedone del bianco · e4 donna del nero · h4 alfiere del bianco · a3 pedone del bianco · c3 pedone del bianco · c2 donna del bianco · e2 cavallo del bianco · g2 pedone del bianco · h2 pedone del bianco · a1 torre del bianco · f1 torre del bianco · g1 re del bianco | c8 torre del nero · e8 re del nero · h8 torre del nero · c7 pedone del nero · d7 cavallo del nero · f7 pedone del nero · g7 pedone del nero · b6 pedone del nero · f6 cavallo del nero · h6 pedone del nero · a5 pedone del nero · e5 pedone del bianco · f5 pedone del bianco · e4 donna del nero · h4 alfiere del bianco · a3 pedone del bianco · c3 pedone del bianco · c2 donna del bianco · e2 cavallo del bianco · g2 pedone del bianco · h2 pedone del bianco · a1 torre del bianco · f1 torre del bianco · g1 re del bianco | c8 torre del nero · e8 re del nero · h8 torre del nero · c7 pedone del nero · d7 cavallo del nero · f7 pedone del nero · g7 pedone del nero · b6 pedone del nero · f6 cavallo del nero · h6 pedone del nero · a5 pedone del nero · e5 pedone del bianco · f5 pedone del bianco · e4 donna del nero · h4 alfiere del bianco · a3 pedone del bianco · c3 pedone del bianco · c2 donna del bianco · e2 cavallo del bianco · g2 pedone del bianco · h2 pedone del bianco · a1 torre del bianco · f1 torre del bianco · g1 re del bianco | c8 torre del nero · e8 re del nero · h8 torre del nero · c7 pedone del nero · d7 cavallo del nero · f7 pedone del nero · g7 pedone del nero · b6 pedone del nero · f6 cavallo del nero · h6 pedone del nero · a5 pedone del nero · e5 pedone del bianco · f5 pedone del bianco · e4 donna del nero · h4 alfiere del bianco · a3 pedone del bianco · c3 pedone del bianco · c2 donna del bianco · e2 cavallo del bianco · g2 pedone del bianco · h2 pedone del bianco · a1 torre del bianco · f1 torre del bianco · g1 re del bianco | c8 torre del nero · e8 re del nero · h8 torre del nero · c7 pedone del nero · d7 cavallo del nero · f7 pedone del nero · g7 pedone del nero · b6 pedone del nero · f6 cavallo del nero · h6 pedone del nero · a5 pedone del nero · e5 pedone del bianco · f5 pedone del bianco · e4 donna del nero · h4 alfiere del bianco · a3 pedone del bianco · c3 pedone del bianco · c2 donna del bianco · e2 cavallo del bianco · g2 pedone del bianco · h2 pedone del bianco · a1 torre del bianco · f1 torre del bianco · g1 re del bianco | c8 torre del nero · e8 re del nero · h8 torre del nero · c7 pedone del nero · d7 cavallo del nero · f7 pedone del nero · g7 pedone del nero · b6 pedone del nero · f6 cavallo del nero · h6 pedone del nero · a5 pedone del nero · e5 pedone del bianco · f5 pedone del bianco · e4 donna del nero · h4 alfiere del bianco · a3 pedone del bianco · c3 pedone del bianco · c2 donna del bianco · e2 cavallo del bianco · g2 pedone del bianco · h2 pedone del bianco · a1 torre del bianco · f1 torre del bianco · g1 re del bianco | c8 torre del nero · e8 re del nero · h8 torre del nero · c7 pedone del nero · d7 cavallo del nero · f7 pedone del nero · g7 pedone del nero · b6 pedone del nero · f6 cavallo del nero · h6 pedone del nero · a5 pedone del nero · e5 pedone del bianco · f5 pedone del bianco · e4 donna del nero · h4 alfiere del bianco · a3 pedone del bianco · c3 pedone del bianco · c2 donna del bianco · e2 cavallo del bianco · g2 pedone del bianco · h2 pedone del bianco · a1 torre del bianco · f1 torre del bianco · g1 re del bianco | 7 |
| 6 | c8 torre del nero · e8 re del nero · h8 torre del nero · c7 pedone del nero · d7 cavallo del nero · f7 pedone del nero · g7 pedone del nero · b6 pedone del nero · f6 cavallo del nero · h6 pedone del nero · a5 pedone del nero · e5 pedone del bianco · f5 pedone del bianco · e4 donna del nero · h4 alfiere del bianco · a3 pedone del bianco · c3 pedone del bianco · c2 donna del bianco · e2 cavallo del bianco · g2 pedone del bianco · h2 pedone del bianco · a1 torre del bianco · f1 torre del bianco · g1 re del bianco | c8 torre del nero · e8 re del nero · h8 torre del nero · c7 pedone del nero · d7 cavallo del nero · f7 pedone del nero · g7 pedone del nero · b6 pedone del nero · f6 cavallo del nero · h6 pedone del nero · a5 pedone del nero · e5 pedone del bianco · f5 pedone del bianco · e4 donna del nero · h4 alfiere del bianco · a3 pedone del bianco · c3 pedone del bianco · c2 donna del bianco · e2 cavallo del bianco · g2 pedone del bianco · h2 pedone del bianco · a1 torre del bianco · f1 torre del bianco · g1 re del bianco | c8 torre del nero · e8 re del nero · h8 torre del nero · c7 pedone del nero · d7 cavallo del nero · f7 pedone del nero · g7 pedone del nero · b6 pedone del nero · f6 cavallo del nero · h6 pedone del nero · a5 pedone del nero · e5 pedone del bianco · f5 pedone del bianco · e4 donna del nero · h4 alfiere del bianco · a3 pedone del bianco · c3 pedone del bianco · c2 donna del bianco · e2 cavallo del bianco · g2 pedone del bianco · h2 pedone del bianco · a1 torre del bianco · f1 torre del bianco · g1 re del bianco | c8 torre del nero · e8 re del nero · h8 torre del nero · c7 pedone del nero · d7 cavallo del nero · f7 pedone del nero · g7 pedone del nero · b6 pedone del nero · f6 cavallo del nero · h6 pedone del nero · a5 pedone del nero · e5 pedone del bianco · f5 pedone del bianco · e4 donna del nero · h4 alfiere del bianco · a3 pedone del bianco · c3 pedone del bianco · c2 donna del bianco · e2 cavallo del bianco · g2 pedone del bianco · h2 pedone del bianco · a1 torre del bianco · f1 torre del bianco · g1 re del bianco | c8 torre del nero · e8 re del nero · h8 torre del nero · c7 pedone del nero · d7 cavallo del nero · f7 pedone del nero · g7 pedone del nero · b6 pedone del nero · f6 cavallo del nero · h6 pedone del nero · a5 pedone del nero · e5 pedone del bianco · f5 pedone del bianco · e4 donna del nero · h4 alfiere del bianco · a3 pedone del bianco · c3 pedone del bianco · c2 donna del bianco · e2 cavallo del bianco · g2 pedone del bianco · h2 pedone del bianco · a1 torre del bianco · f1 torre del bianco · g1 re del bianco | c8 torre del nero · e8 re del nero · h8 torre del nero · c7 pedone del nero · d7 cavallo del nero · f7 pedone del nero · g7 pedone del nero · b6 pedone del nero · f6 cavallo del nero · h6 pedone del nero · a5 pedone del nero · e5 pedone del bianco · f5 pedone del bianco · e4 donna del nero · h4 alfiere del bianco · a3 pedone del bianco · c3 pedone del bianco · c2 donna del bianco · e2 cavallo del bianco · g2 pedone del bianco · h2 pedone del bianco · a1 torre del bianco · f1 torre del bianco · g1 re del bianco | c8 torre del nero · e8 re del nero · h8 torre del nero · c7 pedone del nero · d7 cavallo del nero · f7 pedone del nero · g7 pedone del nero · b6 pedone del nero · f6 cavallo del nero · h6 pedone del nero · a5 pedone del nero · e5 pedone del bianco · f5 pedone del bianco · e4 donna del nero · h4 alfiere del bianco · a3 pedone del bianco · c3 pedone del bianco · c2 donna del bianco · e2 cavallo del bianco · g2 pedone del bianco · h2 pedone del bianco · a1 torre del bianco · f1 torre del bianco · g1 re del bianco | c8 torre del nero · e8 re del nero · h8 torre del nero · c7 pedone del nero · d7 cavallo del nero · f7 pedone del nero · g7 pedone del nero · b6 pedone del nero · f6 cavallo del nero · h6 pedone del nero · a5 pedone del nero · e5 pedone del bianco · f5 pedone del bianco · e4 donna del nero · h4 alfiere del bianco · a3 pedone del bianco · c3 pedone del bianco · c2 donna del bianco · e2 cavallo del bianco · g2 pedone del bianco · h2 pedone del bianco · a1 torre del bianco · f1 torre del bianco · g1 re del bianco | 6 |
| 5 | c8 torre del nero · e8 re del nero · h8 torre del nero · c7 pedone del nero · d7 cavallo del nero · f7 pedone del nero · g7 pedone del nero · b6 pedone del nero · f6 cavallo del nero · h6 pedone del nero · a5 pedone del nero · e5 pedone del bianco · f5 pedone del bianco · e4 donna del nero · h4 alfiere del bianco · a3 pedone del bianco · c3 pedone del bianco · c2 donna del bianco · e2 cavallo del bianco · g2 pedone del bianco · h2 pedone del bianco · a1 torre del bianco · f1 torre del bianco · g1 re del bianco | c8 torre del nero · e8 re del nero · h8 torre del nero · c7 pedone del nero · d7 cavallo del nero · f7 pedone del nero · g7 pedone del nero · b6 pedone del nero · f6 cavallo del nero · h6 pedone del nero · a5 pedone del nero · e5 pedone del bianco · f5 pedone del bianco · e4 donna del nero · h4 alfiere del bianco · a3 pedone del bianco · c3 pedone del bianco · c2 donna del bianco · e2 cavallo del bianco · g2 pedone del bianco · h2 pedone del bianco · a1 torre del bianco · f1 torre del bianco · g1 re del bianco | c8 torre del nero · e8 re del nero · h8 torre del nero · c7 pedone del nero · d7 cavallo del nero · f7 pedone del nero · g7 pedone del nero · b6 pedone del nero · f6 cavallo del nero · h6 pedone del nero · a5 pedone del nero · e5 pedone del bianco · f5 pedone del bianco · e4 donna del nero · h4 alfiere del bianco · a3 pedone del bianco · c3 pedone del bianco · c2 donna del bianco · e2 cavallo del bianco · g2 pedone del bianco · h2 pedone del bianco · a1 torre del bianco · f1 torre del bianco · g1 re del bianco | c8 torre del nero · e8 re del nero · h8 torre del nero · c7 pedone del nero · d7 cavallo del nero · f7 pedone del nero · g7 pedone del nero · b6 pedone del nero · f6 cavallo del nero · h6 pedone del nero · a5 pedone del nero · e5 pedone del bianco · f5 pedone del bianco · e4 donna del nero · h4 alfiere del bianco · a3 pedone del bianco · c3 pedone del bianco · c2 donna del bianco · e2 cavallo del bianco · g2 pedone del bianco · h2 pedone del bianco · a1 torre del bianco · f1 torre del bianco · g1 re del bianco | c8 torre del nero · e8 re del nero · h8 torre del nero · c7 pedone del nero · d7 cavallo del nero · f7 pedone del nero · g7 pedone del nero · b6 pedone del nero · f6 cavallo del nero · h6 pedone del nero · a5 pedone del nero · e5 pedone del bianco · f5 pedone del bianco · e4 donna del nero · h4 alfiere del bianco · a3 pedone del bianco · c3 pedone del bianco · c2 donna del bianco · e2 cavallo del bianco · g2 pedone del bianco · h2 pedone del bianco · a1 torre del bianco · f1 torre del bianco · g1 re del bianco | c8 torre del nero · e8 re del nero · h8 torre del nero · c7 pedone del nero · d7 cavallo del nero · f7 pedone del nero · g7 pedone del nero · b6 pedone del nero · f6 cavallo del nero · h6 pedone del nero · a5 pedone del nero · e5 pedone del bianco · f5 pedone del bianco · e4 donna del nero · h4 alfiere del bianco · a3 pedone del bianco · c3 pedone del bianco · c2 donna del bianco · e2 cavallo del bianco · g2 pedone del bianco · h2 pedone del bianco · a1 torre del bianco · f1 torre del bianco · g1 re del bianco | c8 torre del nero · e8 re del nero · h8 torre del nero · c7 pedone del nero · d7 cavallo del nero · f7 pedone del nero · g7 pedone del nero · b6 pedone del nero · f6 cavallo del nero · h6 pedone del nero · a5 pedone del nero · e5 pedone del bianco · f5 pedone del bianco · e4 donna del nero · h4 alfiere del bianco · a3 pedone del bianco · c3 pedone del bianco · c2 donna del bianco · e2 cavallo del bianco · g2 pedone del bianco · h2 pedone del bianco · a1 torre del bianco · f1 torre del bianco · g1 re del bianco | c8 torre del nero · e8 re del nero · h8 torre del nero · c7 pedone del nero · d7 cavallo del nero · f7 pedone del nero · g7 pedone del nero · b6 pedone del nero · f6 cavallo del nero · h6 pedone del nero · a5 pedone del nero · e5 pedone del bianco · f5 pedone del bianco · e4 donna del nero · h4 alfiere del bianco · a3 pedone del bianco · c3 pedone del bianco · c2 donna del bianco · e2 cavallo del bianco · g2 pedone del bianco · h2 pedone del bianco · a1 torre del bianco · f1 torre del bianco · g1 re del bianco | 5 |
| 4 | c8 torre del nero · e8 re del nero · h8 torre del nero · c7 pedone del nero · d7 cavallo del nero · f7 pedone del nero · g7 pedone del nero · b6 pedone del nero · f6 cavallo del nero · h6 pedone del nero · a5 pedone del nero · e5 pedone del bianco · f5 pedone del bianco · e4 donna del nero · h4 alfiere del bianco · a3 pedone del bianco · c3 pedone del bianco · c2 donna del bianco · e2 cavallo del bianco · g2 pedone del bianco · h2 pedone del bianco · a1 torre del bianco · f1 torre del bianco · g1 re del bianco | c8 torre del nero · e8 re del nero · h8 torre del nero · c7 pedone del nero · d7 cavallo del nero · f7 pedone del nero · g7 pedone del nero · b6 pedone del nero · f6 cavallo del nero · h6 pedone del nero · a5 pedone del nero · e5 pedone del bianco · f5 pedone del bianco · e4 donna del nero · h4 alfiere del bianco · a3 pedone del bianco · c3 pedone del bianco · c2 donna del bianco · e2 cavallo del bianco · g2 pedone del bianco · h2 pedone del bianco · a1 torre del bianco · f1 torre del bianco · g1 re del bianco | c8 torre del nero · e8 re del nero · h8 torre del nero · c7 pedone del nero · d7 cavallo del nero · f7 pedone del nero · g7 pedone del nero · b6 pedone del nero · f6 cavallo del nero · h6 pedone del nero · a5 pedone del nero · e5 pedone del bianco · f5 pedone del bianco · e4 donna del nero · h4 alfiere del bianco · a3 pedone del bianco · c3 pedone del bianco · c2 donna del bianco · e2 cavallo del bianco · g2 pedone del bianco · h2 pedone del bianco · a1 torre del bianco · f1 torre del bianco · g1 re del bianco | c8 torre del nero · e8 re del nero · h8 torre del nero · c7 pedone del nero · d7 cavallo del nero · f7 pedone del nero · g7 pedone del nero · b6 pedone del nero · f6 cavallo del nero · h6 pedone del nero · a5 pedone del nero · e5 pedone del bianco · f5 pedone del bianco · e4 donna del nero · h4 alfiere del bianco · a3 pedone del bianco · c3 pedone del bianco · c2 donna del bianco · e2 cavallo del bianco · g2 pedone del bianco · h2 pedone del bianco · a1 torre del bianco · f1 torre del bianco · g1 re del bianco | c8 torre del nero · e8 re del nero · h8 torre del nero · c7 pedone del nero · d7 cavallo del nero · f7 pedone del nero · g7 pedone del nero · b6 pedone del nero · f6 cavallo del nero · h6 pedone del nero · a5 pedone del nero · e5 pedone del bianco · f5 pedone del bianco · e4 donna del nero · h4 alfiere del bianco · a3 pedone del bianco · c3 pedone del bianco · c2 donna del bianco · e2 cavallo del bianco · g2 pedone del bianco · h2 pedone del bianco · a1 torre del bianco · f1 torre del bianco · g1 re del bianco | c8 torre del nero · e8 re del nero · h8 torre del nero · c7 pedone del nero · d7 cavallo del nero · f7 pedone del nero · g7 pedone del nero · b6 pedone del nero · f6 cavallo del nero · h6 pedone del nero · a5 pedone del nero · e5 pedone del bianco · f5 pedone del bianco · e4 donna del nero · h4 alfiere del bianco · a3 pedone del bianco · c3 pedone del bianco · c2 donna del bianco · e2 cavallo del bianco · g2 pedone del bianco · h2 pedone del bianco · a1 torre del bianco · f1 torre del bianco · g1 re del bianco | c8 torre del nero · e8 re del nero · h8 torre del nero · c7 pedone del nero · d7 cavallo del nero · f7 pedone del nero · g7 pedone del nero · b6 pedone del nero · f6 cavallo del nero · h6 pedone del nero · a5 pedone del nero · e5 pedone del bianco · f5 pedone del bianco · e4 donna del nero · h4 alfiere del bianco · a3 pedone del bianco · c3 pedone del bianco · c2 donna del bianco · e2 cavallo del bianco · g2 pedone del bianco · h2 pedone del bianco · a1 torre del bianco · f1 torre del bianco · g1 re del bianco | c8 torre del nero · e8 re del nero · h8 torre del nero · c7 pedone del nero · d7 cavallo del nero · f7 pedone del nero · g7 pedone del nero · b6 pedone del nero · f6 cavallo del nero · h6 pedone del nero · a5 pedone del nero · e5 pedone del bianco · f5 pedone del bianco · e4 donna del nero · h4 alfiere del bianco · a3 pedone del bianco · c3 pedone del bianco · c2 donna del bianco · e2 cavallo del bianco · g2 pedone del bianco · h2 pedone del bianco · a1 torre del bianco · f1 torre del bianco · g1 re del bianco | 4 |
| 3 | c8 torre del nero · e8 re del nero · h8 torre del nero · c7 pedone del nero · d7 cavallo del nero · f7 pedone del nero · g7 pedone del nero · b6 pedone del nero · f6 cavallo del nero · h6 pedone del nero · a5 pedone del nero · e5 pedone del bianco · f5 pedone del bianco · e4 donna del nero · h4 alfiere del bianco · a3 pedone del bianco · c3 pedone del bianco · c2 donna del bianco · e2 cavallo del bianco · g2 pedone del bianco · h2 pedone del bianco · a1 torre del bianco · f1 torre del bianco · g1 re del bianco | c8 torre del nero · e8 re del nero · h8 torre del nero · c7 pedone del nero · d7 cavallo del nero · f7 pedone del nero · g7 pedone del nero · b6 pedone del nero · f6 cavallo del nero · h6 pedone del nero · a5 pedone del nero · e5 pedone del bianco · f5 pedone del bianco · e4 donna del nero · h4 alfiere del bianco · a3 pedone del bianco · c3 pedone del bianco · c2 donna del bianco · e2 cavallo del bianco · g2 pedone del bianco · h2 pedone del bianco · a1 torre del bianco · f1 torre del bianco · g1 re del bianco | c8 torre del nero · e8 re del nero · h8 torre del nero · c7 pedone del nero · d7 cavallo del nero · f7 pedone del nero · g7 pedone del nero · b6 pedone del nero · f6 cavallo del nero · h6 pedone del nero · a5 pedone del nero · e5 pedone del bianco · f5 pedone del bianco · e4 donna del nero · h4 alfiere del bianco · a3 pedone del bianco · c3 pedone del bianco · c2 donna del bianco · e2 cavallo del bianco · g2 pedone del bianco · h2 pedone del bianco · a1 torre del bianco · f1 torre del bianco · g1 re del bianco | c8 torre del nero · e8 re del nero · h8 torre del nero · c7 pedone del nero · d7 cavallo del nero · f7 pedone del nero · g7 pedone del nero · b6 pedone del nero · f6 cavallo del nero · h6 pedone del nero · a5 pedone del nero · e5 pedone del bianco · f5 pedone del bianco · e4 donna del nero · h4 alfiere del bianco · a3 pedone del bianco · c3 pedone del bianco · c2 donna del bianco · e2 cavallo del bianco · g2 pedone del bianco · h2 pedone del bianco · a1 torre del bianco · f1 torre del bianco · g1 re del bianco | c8 torre del nero · e8 re del nero · h8 torre del nero · c7 pedone del nero · d7 cavallo del nero · f7 pedone del nero · g7 pedone del nero · b6 pedone del nero · f6 cavallo del nero · h6 pedone del nero · a5 pedone del nero · e5 pedone del bianco · f5 pedone del bianco · e4 donna del nero · h4 alfiere del bianco · a3 pedone del bianco · c3 pedone del bianco · c2 donna del bianco · e2 cavallo del bianco · g2 pedone del bianco · h2 pedone del bianco · a1 torre del bianco · f1 torre del bianco · g1 re del bianco | c8 torre del nero · e8 re del nero · h8 torre del nero · c7 pedone del nero · d7 cavallo del nero · f7 pedone del nero · g7 pedone del nero · b6 pedone del nero · f6 cavallo del nero · h6 pedone del nero · a5 pedone del nero · e5 pedone del bianco · f5 pedone del bianco · e4 donna del nero · h4 alfiere del bianco · a3 pedone del bianco · c3 pedone del bianco · c2 donna del bianco · e2 cavallo del bianco · g2 pedone del bianco · h2 pedone del bianco · a1 torre del bianco · f1 torre del bianco · g1 re del bianco | c8 torre del nero · e8 re del nero · h8 torre del nero · c7 pedone del nero · d7 cavallo del nero · f7 pedone del nero · g7 pedone del nero · b6 pedone del nero · f6 cavallo del nero · h6 pedone del nero · a5 pedone del nero · e5 pedone del bianco · f5 pedone del bianco · e4 donna del nero · h4 alfiere del bianco · a3 pedone del bianco · c3 pedone del bianco · c2 donna del bianco · e2 cavallo del bianco · g2 pedone del bianco · h2 pedone del bianco · a1 torre del bianco · f1 torre del bianco · g1 re del bianco | c8 torre del nero · e8 re del nero · h8 torre del nero · c7 pedone del nero · d7 cavallo del nero · f7 pedone del nero · g7 pedone del nero · b6 pedone del nero · f6 cavallo del nero · h6 pedone del nero · a5 pedone del nero · e5 pedone del bianco · f5 pedone del bianco · e4 donna del nero · h4 alfiere del bianco · a3 pedone del bianco · c3 pedone del bianco · c2 donna del bianco · e2 cavallo del bianco · g2 pedone del bianco · h2 pedone del bianco · a1 torre del bianco · f1 torre del bianco · g1 re del bianco | 3 |
| 2 | c8 torre del nero · e8 re del nero · h8 torre del nero · c7 pedone del nero · d7 cavallo del nero · f7 pedone del nero · g7 pedone del nero · b6 pedone del nero · f6 cavallo del nero · h6 pedone del nero · a5 pedone del nero · e5 pedone del bianco · f5 pedone del bianco · e4 donna del nero · h4 alfiere del bianco · a3 pedone del bianco · c3 pedone del bianco · c2 donna del bianco · e2 cavallo del bianco · g2 pedone del bianco · h2 pedone del bianco · a1 torre del bianco · f1 torre del bianco · g1 re del bianco | c8 torre del nero · e8 re del nero · h8 torre del nero · c7 pedone del nero · d7 cavallo del nero · f7 pedone del nero · g7 pedone del nero · b6 pedone del nero · f6 cavallo del nero · h6 pedone del nero · a5 pedone del nero · e5 pedone del bianco · f5 pedone del bianco · e4 donna del nero · h4 alfiere del bianco · a3 pedone del bianco · c3 pedone del bianco · c2 donna del bianco · e2 cavallo del bianco · g2 pedone del bianco · h2 pedone del bianco · a1 torre del bianco · f1 torre del bianco · g1 re del bianco | c8 torre del nero · e8 re del nero · h8 torre del nero · c7 pedone del nero · d7 cavallo del nero · f7 pedone del nero · g7 pedone del nero · b6 pedone del nero · f6 cavallo del nero · h6 pedone del nero · a5 pedone del nero · e5 pedone del bianco · f5 pedone del bianco · e4 donna del nero · h4 alfiere del bianco · a3 pedone del bianco · c3 pedone del bianco · c2 donna del bianco · e2 cavallo del bianco · g2 pedone del bianco · h2 pedone del bianco · a1 torre del bianco · f1 torre del bianco · g1 re del bianco | c8 torre del nero · e8 re del nero · h8 torre del nero · c7 pedone del nero · d7 cavallo del nero · f7 pedone del nero · g7 pedone del nero · b6 pedone del nero · f6 cavallo del nero · h6 pedone del nero · a5 pedone del nero · e5 pedone del bianco · f5 pedone del bianco · e4 donna del nero · h4 alfiere del bianco · a3 pedone del bianco · c3 pedone del bianco · c2 donna del bianco · e2 cavallo del bianco · g2 pedone del bianco · h2 pedone del bianco · a1 torre del bianco · f1 torre del bianco · g1 re del bianco | c8 torre del nero · e8 re del nero · h8 torre del nero · c7 pedone del nero · d7 cavallo del nero · f7 pedone del nero · g7 pedone del nero · b6 pedone del nero · f6 cavallo del nero · h6 pedone del nero · a5 pedone del nero · e5 pedone del bianco · f5 pedone del bianco · e4 donna del nero · h4 alfiere del bianco · a3 pedone del bianco · c3 pedone del bianco · c2 donna del bianco · e2 cavallo del bianco · g2 pedone del bianco · h2 pedone del bianco · a1 torre del bianco · f1 torre del bianco · g1 re del bianco | c8 torre del nero · e8 re del nero · h8 torre del nero · c7 pedone del nero · d7 cavallo del nero · f7 pedone del nero · g7 pedone del nero · b6 pedone del nero · f6 cavallo del nero · h6 pedone del nero · a5 pedone del nero · e5 pedone del bianco · f5 pedone del bianco · e4 donna del nero · h4 alfiere del bianco · a3 pedone del bianco · c3 pedone del bianco · c2 donna del bianco · e2 cavallo del bianco · g2 pedone del bianco · h2 pedone del bianco · a1 torre del bianco · f1 torre del bianco · g1 re del bianco | c8 torre del nero · e8 re del nero · h8 torre del nero · c7 pedone del nero · d7 cavallo del nero · f7 pedone del nero · g7 pedone del nero · b6 pedone del nero · f6 cavallo del nero · h6 pedone del nero · a5 pedone del nero · e5 pedone del bianco · f5 pedone del bianco · e4 donna del nero · h4 alfiere del bianco · a3 pedone del bianco · c3 pedone del bianco · c2 donna del bianco · e2 cavallo del bianco · g2 pedone del bianco · h2 pedone del bianco · a1 torre del bianco · f1 torre del bianco · g1 re del bianco | c8 torre del nero · e8 re del nero · h8 torre del nero · c7 pedone del nero · d7 cavallo del nero · f7 pedone del nero · g7 pedone del nero · b6 pedone del nero · f6 cavallo del nero · h6 pedone del nero · a5 pedone del nero · e5 pedone del bianco · f5 pedone del bianco · e4 donna del nero · h4 alfiere del bianco · a3 pedone del bianco · c3 pedone del bianco · c2 donna del bianco · e2 cavallo del bianco · g2 pedone del bianco · h2 pedone del bianco · a1 torre del bianco · f1 torre del bianco · g1 re del bianco | 2 |
| 1 | c8 torre del nero · e8 re del nero · h8 torre del nero · c7 pedone del nero · d7 cavallo del nero · f7 pedone del nero · g7 pedone del nero · b6 pedone del nero · f6 cavallo del nero · h6 pedone del nero · a5 pedone del nero · e5 pedone del bianco · f5 pedone del bianco · e4 donna del nero · h4 alfiere del bianco · a3 pedone del bianco · c3 pedone del bianco · c2 donna del bianco · e2 cavallo del bianco · g2 pedone del bianco · h2 pedone del bianco · a1 torre del bianco · f1 torre del bianco · g1 re del bianco | c8 torre del nero · e8 re del nero · h8 torre del nero · c7 pedone del nero · d7 cavallo del nero · f7 pedone del nero · g7 pedone del nero · b6 pedone del nero · f6 cavallo del nero · h6 pedone del nero · a5 pedone del nero · e5 pedone del bianco · f5 pedone del bianco · e4 donna del nero · h4 alfiere del bianco · a3 pedone del bianco · c3 pedone del bianco · c2 donna del bianco · e2 cavallo del bianco · g2 pedone del bianco · h2 pedone del bianco · a1 torre del bianco · f1 torre del bianco · g1 re del bianco | c8 torre del nero · e8 re del nero · h8 torre del nero · c7 pedone del nero · d7 cavallo del nero · f7 pedone del nero · g7 pedone del nero · b6 pedone del nero · f6 cavallo del nero · h6 pedone del nero · a5 pedone del nero · e5 pedone del bianco · f5 pedone del bianco · e4 donna del nero · h4 alfiere del bianco · a3 pedone del bianco · c3 pedone del bianco · c2 donna del bianco · e2 cavallo del bianco · g2 pedone del bianco · h2 pedone del bianco · a1 torre del bianco · f1 torre del bianco · g1 re del bianco | c8 torre del nero · e8 re del nero · h8 torre del nero · c7 pedone del nero · d7 cavallo del nero · f7 pedone del nero · g7 pedone del nero · b6 pedone del nero · f6 cavallo del nero · h6 pedone del nero · a5 pedone del nero · e5 pedone del bianco · f5 pedone del bianco · e4 donna del nero · h4 alfiere del bianco · a3 pedone del bianco · c3 pedone del bianco · c2 donna del bianco · e2 cavallo del bianco · g2 pedone del bianco · h2 pedone del bianco · a1 torre del bianco · f1 torre del bianco · g1 re del bianco | c8 torre del nero · e8 re del nero · h8 torre del nero · c7 pedone del nero · d7 cavallo del nero · f7 pedone del nero · g7 pedone del nero · b6 pedone del nero · f6 cavallo del nero · h6 pedone del nero · a5 pedone del nero · e5 pedone del bianco · f5 pedone del bianco · e4 donna del nero · h4 alfiere del bianco · a3 pedone del bianco · c3 pedone del bianco · c2 donna del bianco · e2 cavallo del bianco · g2 pedone del bianco · h2 pedone del bianco · a1 torre del bianco · f1 torre del bianco · g1 re del bianco | c8 torre del nero · e8 re del nero · h8 torre del nero · c7 pedone del nero · d7 cavallo del nero · f7 pedone del nero · g7 pedone del nero · b6 pedone del nero · f6 cavallo del nero · h6 pedone del nero · a5 pedone del nero · e5 pedone del bianco · f5 pedone del bianco · e4 donna del nero · h4 alfiere del bianco · a3 pedone del bianco · c3 pedone del bianco · c2 donna del bianco · e2 cavallo del bianco · g2 pedone del bianco · h2 pedone del bianco · a1 torre del bianco · f1 torre del bianco · g1 re del bianco | c8 torre del nero · e8 re del nero · h8 torre del nero · c7 pedone del nero · d7 cavallo del nero · f7 pedone del nero · g7 pedone del nero · b6 pedone del nero · f6 cavallo del nero · h6 pedone del nero · a5 pedone del nero · e5 pedone del bianco · f5 pedone del bianco · e4 donna del nero · h4 alfiere del bianco · a3 pedone del bianco · c3 pedone del bianco · c2 donna del bianco · e2 cavallo del bianco · g2 pedone del bianco · h2 pedone del bianco · a1 torre del bianco · f1 torre del bianco · g1 re del bianco | c8 torre del nero · e8 re del nero · h8 torre del nero · c7 pedone del nero · d7 cavallo del nero · f7 pedone del nero · g7 pedone del nero · b6 pedone del nero · f6 cavallo del nero · h6 pedone del nero · a5 pedone del nero · e5 pedone del bianco · f5 pedone del bianco · e4 donna del nero · h4 alfiere del bianco · a3 pedone del bianco · c3 pedone del bianco · c2 donna del bianco · e2 cavallo del bianco · g2 pedone del bianco · h2 pedone del bianco · a1 torre del bianco · f1 torre del bianco · g1 re del bianco | 1 |
|   | a | b | c | d | e | f | g | h |   |

Nel torneo di Hastings 1934/35, al 5º turno, vinse brillantemente contro Capablanca, sacrificando la Donna. Di seguito la partita in notazione algebrica:
Difesa Nimzo-indiana - 1. d4 Cf6 2. c4 e6 3. Cc3 Ab4 4. a3 (variante Sämisch) ...Axc3 5. bxc3 b6
6. f3 d5 7. Ag5 h6 8. Ah4 Aa6 9. e4! Axc4 10. Axc4 dxc4 11. Da4+ Dd7 12. Dxc4 Dc6 13. Dd3 Cbd7 14. Ce2 Td8 15. 0-0 a5 16. Dc2 Dc4 17. f4 Tc8 18. f5! e5 19. dxe5 De4     (vedi diagramma) 20. exf6!! Dxc2 21. fxg7 Tg8 22. Cd4 De4 23. Tae1 Cc5 24.  Txe4 Cxe4 25. Te1 Txg7 26. Txe4+ Rd7  (1-0)

## Altre partite notevoli
- Lilienthal – Frank Marshall, Olimpiadi Varsavia 1935 (1-0), su chessgames.com.
- Emanuel Lasker – Lilienthal, Mosca 1936 (0-1), su chessgames.com.
- Michail Botvinnik – Lilienthal, URS-ch Leningrado/Mosca 1941 (0-1), su chessgames.com.
- Lilienthal – Paul Keres, URS-ch Leningrado/Mosca 1941 (1-0), su chessgames.com.
- Lilienthal – Vasilij Smyslov, Mosca 1946 (1-0), su chessgames.com.
- Lilienthal – Miguel Najdorf, Saltsjobaden izt 1948 (1-0), su chessgames.com.
- David Bronštejn – Lilienthal, URS-ch11 1952 (0-1), su chessgames.com.